# Бест, Элсдон
Элсдон Бест (англ. Elsdon Best; 30 июня 1856 — 9 сентября 1931) — новозеландский этнограф.

## Биография
Элсдон Бест работал в сельском, лесном, дорожном хозяйстве, преимущественно в труднодоступных местностях Новой Зеландии, а также на Гавайях и в Калифорнии. В 1892 году опубликовал первую статью, «Расы на Филиппинах» (англ. The Races of the Philippines), в самом первом выпуске «Журнала Полинезийского общества»; в дальнейшем Бест был соредактором этого издания и президентом Общества.
С 1895 года на протяжении 15 лет Бест жил в новозеландской местности Уревера, находясь в тесном дружеском контакте с населявшим её народом маори, наблюдая за их жизнью, записывая их фольклор. Уже в 1897 году вышла его первая монография о маори, «Waikaremoana, the Sea of Rippling Waters, With a Tramp through Tuhoe Land».
С 1910 года Бест занимал штатную должность в Музее Доминиона в Веллингтоне, что позволило ему целиком сосредоточиться на научной работе. В дальнейшем он опубликовал книгу «Каменные орудия маори» (англ. The Stone Implements of the Maori; 1912), монографии «Земля Тара» (англ. The Land of Tara; 1919) и «Тухоэ, дети тумана» (англ. Tuhoe, the Children of the Mist; 1925), посвящённые истории и культуре отдельных маорийских племён, и двухтомный общий обзор культуры маори (англ. The Maori; 1924).